# Émeline Dartron
Émeline Dartron (* 12. April 2000) ist eine französische Tennisspielerin.

## Karriere
Dartron begann mit sechs Jahren das Tennisspielen und spielt vorrangig Turniere der ITF Women’s World Tennis Tour, auf der sie bislang einen Einzeltitel und fünf Titel im Doppel gewonnen hat.
2017 startete sie mit Wildcards bei den Juniorinnenwettbewerben der French Open, schied aber sowohl im Einzel, als auch im Doppel bereits in der ersten Runde aus.
Im März 2019 gewann sie mit ihrer Partnerin Maëlys Bougrat das mit 10.000 US-Dollar dotierte Turnier in Amiens. Im Mai 2019 erhielt sie eine Wildcard für die Qualifikation zu den Internationaux de Strasbourg, ihrem ersten Turnier auf der WTA Tour. Sie gewann ihre Erstrundenbegegnung gegen die ebenfalls mit einer Wildcard des Veranstalters gestartete Evita Ramirez mit 6:0 und 6:1, scheiterte dann aber in der zweiten Runde gegen Marie Benoît mit 2:6 und 6:74.

## Turniersiege

### Einzel
| Nr. | Datum            | Turnier           | Kategorie | Belag             | Finalgegnerin                 | Ergebnis      |
| --- | ---------------- | ----------------- | --------- | ----------------- | ----------------------------- | ------------- |
| 1.  | 9. November 2024 | Villeneuve-d’Ascq | ITF W35   | Hartplatz (Halle) | Tiantsoa Rakotomanga Rajaonah | 6:2, 5:7, 6:3 |

### Doppel
| Nr. | Datum         | Turnier       | Kategorie   | Belag        | Partnerin                     | Finalgegnerinnen                        | Ergebnis          |
| --- | ------------- | ------------- | ----------- | ------------ | ----------------------------- | --------------------------------------- | ----------------- |
| 1.  | 21. Juli 2018 | Dijon         | ITF $15.000 | Hartplatz    | Mylène Halemai                | Karola Patricia Bejenaru Yana Morderger | 3:6, 7:61, [10:5] |
| 2.  | 9. März 2019  | Amiens        | ITF W15     | Sand (Halle) | Maëlys Bougrat                | Angelica Moratelli Anna Popescu         | 6:3, 6:2          |
| 3.  | 31. Juli 2021 | Knokke        | ITF W15     | Sand         | Margaux Rouvroy               | Anaella Leclercq Lucie Nguyen Tan       | 6:1, 6:3          |
| 4.  | 15. März 2024 | Gonesse       | ITF W15     | Sand         | Astrid Lew Yan Foon           | Tilwith Di Girolami Laïa Petretic       | 3:6, 6:0, [13:11] |
| 5.  | 11. Mai 2024  | Saint-Gaudens | ITF W75+H   | Sand         | Tiantsoa Rakotomanga Rajaonah | Estelle Cascino Carole Monnet           | 6:3, 1:6, [12:10] |